# Iglesia de San Antonio de Susterris
San Antonio de Susterris era la iglesia románica de la Encomienda de Susterris, de la orden de San Juan del Hospital, situada en el término de Talarn, en la comarca del Pallars Jussá, provincia de Lérida, España.
La iglesia original estaba dedicada a Santa María, al pasar a manos de la Encomienda de Susterris se dedicó a San Juan, y a mediados del siglo XIX fue abogada en San Antonio. Por eso sale con diferentes patronajes, a lo largo de los años.
Fue anegada al llenarse las aguas del pantano de San Antonio, pantano que tomó el nombre de la iglesia.
Se conservan algunas fotos de principios del siglo XX, y gracias a ellas se sabe que era de una sola nave, con ábside semicircular a levante, con puerta en la fachada de poniente, donde también había una ventana de doble derrame, centrada sobre la puerta, y un campanario de espadaña de dos ojos coronando esta fachada. El ábside, sencillo tenía una ventana de doble derrame centrada y un pequeño friso en el alero hecho con las mismas piedras de la construcción. Se trataba de una obra del siglo XII, muy probablemente.